# Barrio de los Campos Elíseos
El barrio de los Campos Elíseos (en francés: quartier des Champs-Élysées) es el 29º barrio de París, situado en el Distrito 8.
Su territorio está limitado al norte por la Avenida de los Campos Elíseos, (desde la Place Charles-de-Gaulle hasta el Rond-point des Champs-Élysées-Marcel-Dassault), una parte de la Avenue Matignon y la Avenue Gabriel; al este por la Place de la Concorde; al sur por el río Sena; al oeste por la Avenue Marceau. Es un barrio muy popular para los turistas, pero con solo 4610 habitantes en 1999, es el menos poblado del distrito, entre otras razones porque una parte importante de los edificios haussmannianos se han convertido en oficinas o locales comerciales. En este barrio se sitúa el llamado Triangle d'or ("Triángulo de oro"), delimitado por las avenidas Montaigne, George V y los Campos Elíseos, que tiene una gran fama por sus empresas y comercios de lujo.

## Historia
En un sector entonces poco urbanizado del oeste de París, en 1790 se creó la sección de los Campos Elíseos, circunscripción administrativa que se convirtió en 1795 en el barrio de los Campos Elíseos, cuyo territorio se extendió entonces al norte y al sur de la avenida del mismo nombre. Tras la redistribución de distritos de 1860, el barrio de este nombre pasó a tener una superficie más reducida y a estar esencialmente situado al sur de la avenida.

## Lugares de interés[1]
- Avenida de los Campos Elíseos (pero la mitad norte de la sección de la avenida comprendida entre la Place Charles-de-Gaulle y el rond-point des Champs-Élysées-Marcel-Dassault está situado en el barrio de Faubourg-du-Roule).
- El Grand Palais, sus galerías nacionales y el Palais de la découverte.
- El Petit Palais.
- La Place de la Concorde con el Obelisco de Luxor.
- El Puente Alejandro III (mitad norte).

### Espacios verdes
- Jardin des abords du Petit-Palais.
- Jardin Anne-Sauvage.
- Jardins des Champs-Élysées.
- Square de Berlin

### Lugares de culto
- Catedral de la Santa Trinidad, también llamada Catedral americana, de la Iglesia episcopal de los Estados Unidos, de culto anglicano.
- Catedral de San Juan Bautista, de la iglesia apostólica armenia.
- Chapelle Notre-Dame-de-Consolation, capilla católica dedicada a las víctimas del incendio del Bazar de la Charité y construida en el emplazamiento donde se produjo, el 4 de mayo de 1897. En marzo de 2013 fue transferida a la Hermandad Sacerdotal San Pío X.

### Lugares de espectáculos
- Crazy Horse Saloon.
- Espace Cardin.
- Teatro de los Campos Elíseos.
- Théâtre Marigny.
- Théâtre du Rond-Point.
- Théâtre Vrai Guignolet (teatro de marionetas).